# Cathédrale Notre-Dame d'Alep
Ne doit pas être confondu avec Église de la Dormition-de-la-Vierge-Marie d'Alep.
La cathédrale Notre-Dame d'Alep (arabe : كاتدرائية السيدة للروم الكاثوليك) est la cathédrale melkite du diocèse d'Alep dans le nord de la Syrie. Située dans le quartier chrétien de Jdeïdé, elle a été construite en 1843. Le culte est de rite byzantin et de langue arabe.
Après plusieurs années de guerre, puis de restauration, la cathédrale a été rouverte le 23 avril 2019.
On remarque dans la cour intérieure de la cathédrale une statue du patriarche Maxime III Mazloum.

## Photographie

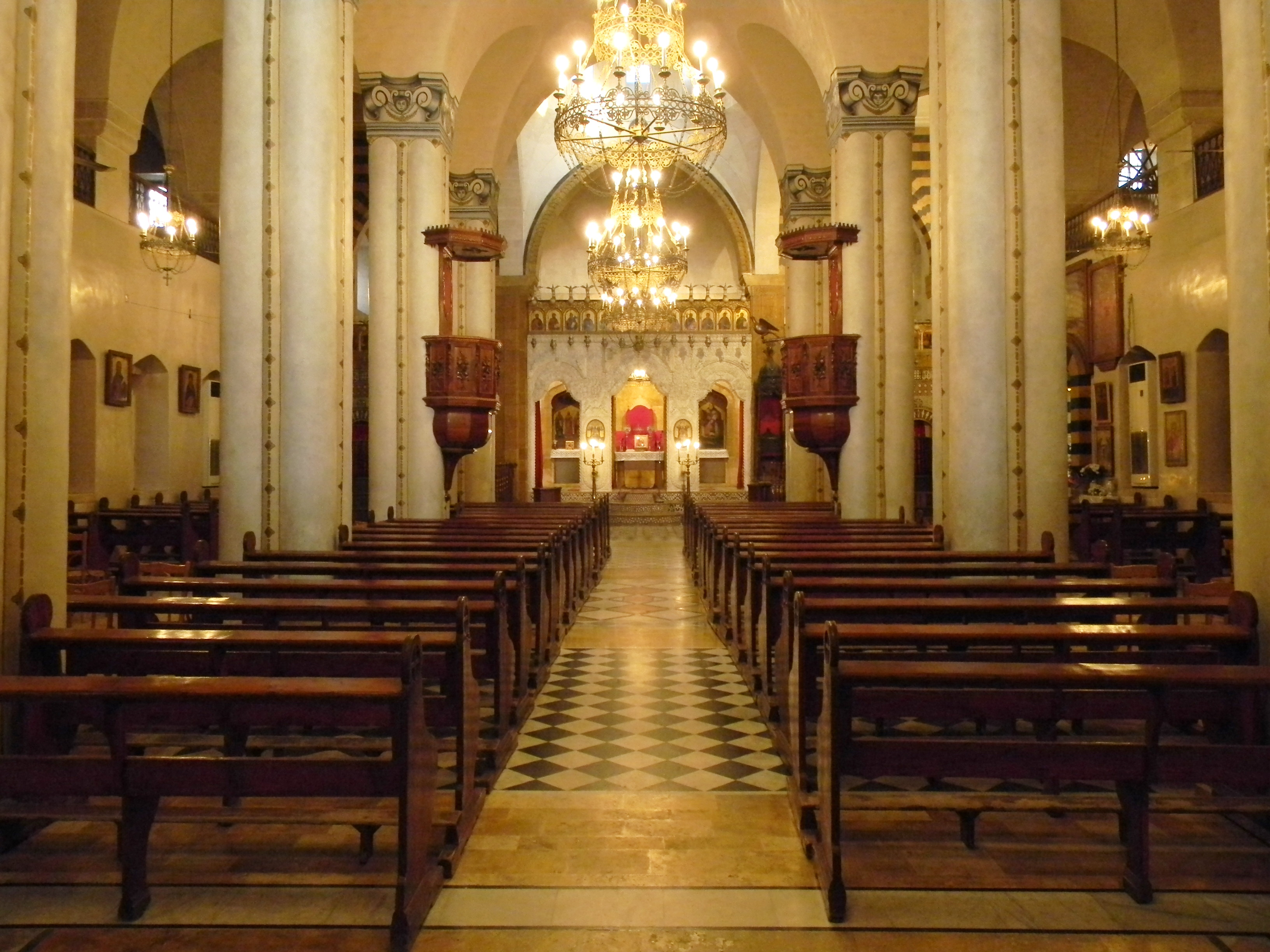
Intérieur de la cathédrale